# Sablé turquoise
Polyommatus iphigenia
Espèce
Le Sablé turquoise (Polyommatus iphigenia) est une espèce d'insectes lépidoptères (papillons) de la famille des Lycaenidae, de la sous-famille des Polyommatinae et du genre Polyommatus.

## Dénominations
Polyommatus iphigenia a été nommé par Gottlieb August Wilhelm Herrich-Schäffer en 1847.
Synonyme : Agrodiatus  iphigenia

### Noms vernaculaires
Le Sablé turquoise se nomme en anglais Chelmos blue.

### Sous-espèces
- Polyommatus iphigenia araratensis (de Lesse, 1957) en Turquie.
- Polyommatus iphigenia barthae (Pfeiffer, 1932)[1].

## Description
C'est un très petit papillon qui présente un dimorphisme sexuel, le dessus du mâle est bleu intense celui de la femelle est marron, les deux possèdent une frange blanche.
Le revers est ocre marqué d'une ligne de points noirs cerclés de blanc et une ligne blanche coupe l'aile postérieure.

## Biologie

### Période de vol et hivernation
Il hiverne au stade de jeune chenille qui sont soignées par Lasius alienus.
Il vole en une génération, en juillet août.

### Plantes hôtes
Sa plante hôte est Onobrychis alba.

## Écologie et distribution
Il est présent dans le sud de la Grèce, en Turquie, et en Asie Mineure,.

### Biotope
Son habitat est constitué de lieux secs sur sols calcaires.

### Protection
Pas de statut de protection particulier.